# Hall of Fame Open 2021 - Qualificazioni singolare
Le qualificazioni del singolare del Hall of Fame Open 2021 sono state un torneo di tennis preliminare per accedere alla fase finale della manifestazione. I vincitori dell'ultimo turno sono entrati di diritto nel tabellone principale. In caso di ritiro di uno o più giocatori aventi diritto, a questi sono subentrati i Lucky loser, ossia i giocatori che hanno perso nell'ultimo turno ma che avevano una classifica più alta rispetto agli altri partecipanti che avevano comunque perso nel turno finale.

## Teste di serie
1. Alex Bolt (qualificato)
2. Sebastian Ofner (qualificato)
3. Lukáš Lacko (primo turno)
4. Mitchell Krueger (qualificato)

1. Christopher Eubanks (primo turno)
2. Ramkumar Ramanathan (ultimo turno)
3. Ruben Bemelmans (ultimo turno)
4. Thai-Son Kwiatkowski (primo turno)

### Qualificate
1. Alex Bolt
2. Sebastian Ofner

1. Brayden Schnur
2. Mitchell Krueger

## Tabellone

### Legenda
| - Q = Qualificato - WC = Wild card - LL = Lucky loser | - ALT = Alternate - SE = Special Exempt - PR = Protected Ranking | - w/o = Walkover - r = Ritirato - d = Squalificato |

### Sezione 1
|  | Primo turno | Primo turno         | Primo turno      | Primo turno | Primo turno |  |  | Ultimo turno | Ultimo turno  | Ultimo turno | Ultimo turno | Ultimo turno |  |
|  |             |                     |                  |             |             |  |  |              |               |              |              |              |  |
|  | 1           | Alex Bolt           | Alex Bolt        | 7           | 7           |  |  |              |               |              |              |              |  |
|  | WC          | William Blumberg    | William Blumberg | 65          | 6(1)        |  |  | 1            | Alex Bolt     | 6            | 62           | 7            |  |
|  | WC          | Ryan Harrison       | 7                | 616         | 7           |  |  | WC           | Ryan Harrison | 0            | 7            | 5            |  |
|  | 5           | Christopher Eubanks | 64               | 7           | 68          |  |  |              |               |              |              |              |  |

### Sezione 2
|  | Primo turno | Primo turno      | Primo turno      | Primo turno | Primo turno |  |  | Ultimo turno | Ultimo turno    | Ultimo turno | Ultimo turno | Ultimo turno |  |
|  |             |                  |                  |             |             |  |  |              |                 |              |              |              |  |
|  | 2           | Sebastian Ofner  | 4                | 6           | 6           |  |  |              |                 |              |              |              |  |
|  |             | Roberto Quiroz   | 6                | 3           | 1           |  |  | 2            | Sebastian Ofner | 6            | 3            | 6            |  |
|  |             | Sasikumar Mukund | Sasikumar Mukund | 5           | 4           |  |  | 7            | Ruben Bemelmans | 4            | 6            | 3            |  |
|  | 7           | Ruben Bemelmans  | Ruben Bemelmans  | 7           | 6           |  |  |              |                 |              |              |              |  |

### Sezione 3
|  | Primo turno | Primo turno          | Primo turno    | Primo turno | Primo turno |  |  | Ultimo turno | Ultimo turno   | Ultimo turno   | Ultimo turno | Ultimo turno |  |
|  |             |                      |                |             |             |  |  |              |                |                |              |              |  |
|  | 3           | Lukáš Lacko          | Lukáš Lacko    | 0           | 4           |  |  |              |                |                |              |              |  |
|  |             | Brayden Schnur       | Brayden Schnur | 6           | 6           |  |  |              | Brayden Schnur | Brayden Schnur | 6            | 7            |  |
|  |             | Ulises Blanch        | 2              | 6           | 7           |  |  |              | Ulises Blanch  | Ulises Blanch  | 2            | 6            |  |
|  | 8           | Thai-Son Kwiatkowski | 6              | 2           | 63          |  |  |              |                |                |              |              |  |

### Sezione 4
|  | Primo turno | Primo turno         | Primo turno         | Primo turno | Primo turno |  |  | Ultimo turno | Ultimo turno        | Ultimo turno | Ultimo turno | Ultimo turno |  |
|  |             |                     |                     |             |             |  |  |              |                     |              |              |              |  |
|  | 4           | Mitchell Krueger    | Mitchell Krueger    | 7           | 6           |  |  |              |                     |              |              |              |  |
|  |             | Noah Rubin          | Noah Rubin          | 5           | 4           |  |  | 4            | Mitchell Krueger    | 6            | 5            | 6            |  |
|  |             | Darian King         | Darian King         | 3           | 4           |  |  | 6            | Ramkumar Ramanathan | 4            | 7            | 4            |  |
|  | 6           | Ramkumar Ramanathan | Ramkumar Ramanathan | 6           | 6           |  |  |              |                     |              |              |              |  |